# Diakonie Eine Welt
 Die Diakonie Eine Welt ist ein Werk der Evangelischen Kirche in Österreich. Gegründet wurde sie 2009 und verbindet mehrere Tochtergesellschaften unter ihrem Dach. Die Hauptarbeitsbereiche sind in der  Bildung (Kindergärten, Schulen, Horte und Akademie), sowie der Flüchtlings- und Sozialdienst. Der Sitz der Gesellschaft ist in Wien, sie ist aber bundesweit tätig. Die Organisation ist Mitglied der Diakonie Österreich. Der Umsatz betrug im Jahr 2022 72 Millionen Euro und es wurden 1600 Mitarbeitende beschäftigt.

## Aufbau und Aufgabengebiete
Die Eigentümerinnen der Diakonie Eine Welt sind das Evangelische Werk für Diakonie und Bildung, sowie das Evangelische Schulwerk A.B. in Wien, die auch mittels der Schaffung von Tochtergesellschaften ihren Gründungszweck erfüllen. Der Diakonie Flüchtlingsdienst arbeitet vor allem mit Menschen mit Flucht- und Migrationsgeschichte. Die Diakonie Bildung führt Kindergärten, Schule und Musikschulen, sowie Horte in Wien und Niederösterreich. Der Diakonie Eine Welt Sozialdienst und Lebensräume arbeitet mit benachteiligten Menschen in sozialen und psychischen Notlagen. Allgemeine Erwachsenenbildung, Fort- und Weiterbildung sind bei der Diakonie Eine Welt Akademie angesiedelt. 
Die Diakonie Eine Welt wird von einem Rektor und einem weiteren Geschäftsführer geleitet. Erster Rektor der Diakonie Eine Welt und Gründungsmitglied war Michael Bubik. Sein Nachfolger wurde im September 2023 der Linzer Pfarrer Wolfgang Ernst, der gemeinsam mit Tim Lainer nun die Geschäftsführung bildet.

## Geschichte
Obwohl die Diakonie Eine Welt das jüngste Werk der evangelischen Kirche in Österreich ist, gehen einzelnen Anfänge ihrer Institutionen bis ins 18. Jahrhundert zurück. Nach dem Toleranzpatent 1781 war es den Evangelischen erlaubt Schulen zu gründen. Eine dieser ersten Schulgründungen geschah in Wien 1794 durch die beiden Evangelischen Pfarrgemeinden A. und H.B. in Wien. Heute wird diese Schule durch die Diakonie Bildung geführt und vom Schulwerk getragen. Nach dem Zweiten Weltkrieg wurden vom Evangelischen Hilfswerk i. Ö, das ebenfalls Teil der Diakonie Eine Welt geworden ist, die ersten Kindergärten in Wien gegründet sowie mit der Not- und Wiederaufbauhilfe begonnen. Die Flüchtlingsarbeit der Evangelischen Kirche A.u.H.B. begann 1989 in Traiskirchen mit der Gründung des Flüchtlingsberatungsdienstes in der Pfarrgemeinde und wurde nach und nach professionalisiert und ausgebaut.
Diese verschiedenen Stränge wurden 2009 in der Diakonie Eine Welt zusammengeführt. Die Auslands- und Katastrophenarbeit war bis 2022 Teil der Diakonie Eine Welt, wurde dann aber in die Geschäftsführung der Diakonie Österreich abgegeben.